# Acción mutante
Acción mutante es una película española de 1993, la primera en haber sido dirigida por Álex de la Iglesia. En su ópera prima De la Iglesia adopta una estética ciberpunk para llevar a cabo una comedia con un sentido del humor que le es muy característico. Así, entre grandes corporaciones, mutantes y colonias espaciales, tenemos canciones de Massiel y vascos de los de txapela a rosca al mando de cargueros espaciales que transportan palitos de merluza.

## Reparto
| Intérprete               | Personaje                     |
| ------------------------ | ----------------------------- |
| Antonio Resines          | Ramón Yarritu                 |
| Álex Angulo              | Álex Abadie                   |
| Frédérique Feder         | Patricia Orujo                |
| Juan Viadas              | Juan Abadie                   |
| Karra Elejalde           | José Óscar Tellería 'Manitas' |
| Saturnino García         | César Ravestein 'Quimicefa'   |
| Fernando Guillén         | El ominoso Orujo              |
| Jaime Blanch             | El presentador loco           |
| Ion Gabella              | 'Chepa', el jorobado maldito  |
| Bibiana Fernández        | Invitada de lujo              |
| Rossy de Palma           | Invitada de lujo              |
| Enrique San Francisco    | El novio ultrajado            |
| Féodor Atkine            | Kaufmann                      |
| Alfonso Martínez         | M.A.                          |
| Santiago Segura          | Ezequiel                      |
| Ray Pololo               | Minero loco                   |
| Fernando Guillén Cuervo  |                               |
| Ramón Barea              | Anciano ciego                 |
| Felipe García Vélez      | García                        |
| Paco Maestre             | El abuelo                     |
| Esther García            | Presentadora T.V.             |
| Jorge Guerricaechevarría | Minero en bar                 |
| José Luis Arrizabalaga   | Minero en bar                 |
| Arturo García "Biaffra"  | Minero en bar                 |
| Santiago Lajusticia      | Invitado                      |
| Jimmy Barnatán           | Niño anuncio "Tripis"         |
| Arturo Arribas           |                               |
| Paca Almenara            |                               |
| David Gil                | Abraham                       |
| Carlos Perea             | Zacarías                      |
| Pedro Luis Lavilla       | Minero loco                   |
| Kino Pueyo               | Minero loco                   |
| Miguel A. Chacón         | Culturista                    |
| Luis Bajo                | Voz guardia de prisión        |
| Javier Dotú              | Voz de anuncio TV             |

## Sinopsis
Bilbao, año 2012. Una extraña banda terrorista llamada “Acción Mutante” siembra el terror en el país. Está formada por seres deformes que pretenden vengarse de los ricos y guapos. El cerebro del grupo es el malvado Ramón Yarritu, un ser sin escrúpulos. 

## Banda sonora
La banda sonora corre a cargo del grupo vigués Def Con Dos con el tema «Acción mutante» del disco Armas pal pueblo (1994).

## Personajes
- Miembros de Acción mutante

- Ramón Yarritu: Líder y cerebro de la agrupación, purgó cinco años de prisión (la mitad de la existencia del grupo) por tenencia ilícita de armas, detención acaecida por la inoperancia de sus compañeros. Al parecer está dotado de una capacidad regenerativa de sus tejidos, lo cual le permite soportar disparos a quemarropa y desgarros en la piel con objetos cortantes. Tiene la mitad de la cabeza, incluyendo el rostro, desfigurado, lo cual disimula con una careta que le cubre la zona afectada. De gran intelecto, decide acabar con la agrupación delictiva asesinándolos uno a uno, y así hacerse con el último rescate por secuestro que llevan a cabo.
- Alex y Juan Abadie: Siameses de nacimiento, están unidos por el hombro. Alex guarda una lealtad inocente hacia su líder, mientras Juan es quien posee más sentido común. Este termina siendo asesinado por Ramón Yarritu con un hacha de cocina.
- César Ravestein, alias "Quimicefa": Es conocido en el mundo del crimen por tener perennemente conectados en el pecho cinco kilos de amonal. Al inicio de la formación de la banda se trasladaba en silla de ruedas. Posteriormente se hizo de una unidad de locomoción de antigravedad que le permite desplazarse, aun de una manera muy lenta. Muere cuando Ramón Yarritu le hace accionar el explosivo que siempre lleva adherido.
- José Óscar Tellería, alias "Manitas": Es el mecánico del grupo, de 1,80 metros de estatura; al parecer sufre de "disfunción del nervio radial" en ambos brazos, por lo que tiene tutores de metal a lo largo de dichos miembros para poder tener las manos a la altura del pecho. También tiene guías metálicas en una de sus piernas y en el cuello.
- Amancio González, alias "M.A.": Es el miembro más fuerte del grupo ya que está dotado de una fuerza extraordinaria. De 2,10 metros de estatura, tiene uno de los cocientes de inteligencia más bajos del planeta. Es sordomudo. Siempre anda provisto de dos pequeños rifles de alto poder y un descomunal mazo en su espalda. Muere tiroteado por la policía, en un momento que emprendía la huida con su grupo durante su último secuestro.
- José Montero, alias "Chepa": Es un enano jorobado, de 1,50 metros aproximadamente de estatura, judío y masón, comunista y presuntamente homosexual. Es el administrador y contable de la banda, hasta que es asesinado acuchillado por Patricia Orujo en la boda de ésta, cuando ella se disponía a cortar el pastel hallándose en el interior "Chepa", hecho que desconocía la novia.

- Los presentadores de JQK TELEVISIÓN:

- J. Blanch: Es el narrador de las noticias de sucesos. También funge de reportero en eventos noticiosos en directo.
- E. García: Es la presentadora de la sección "Ecos Sociales" del noticiero.

- El padre y los novios.

- José María Orujo: Empresario e industrial multimillonario, dueño de la mundialmente conocida Fábrica de Panecillos Integrales Orujo S.A., es el padre de Patricia Orujo. Posee su propio carguero espacial.
- Patricia Orujo: Hija única y heredera del imperio de los Orujo, de 21 años de edad, se percata -luego de ser secuestrada- de que vivía una vida alienada, así como de que el sistema hace irreal una existencia dominada por los medios de comunicación. Termina sufriendo del síndrome de Estocolmo hacia su secuestrador Ramón Yarritu.
- Luis María de Ostolaza: es el prometido de Patricia.

- Los habitantes del Planeta Axturias

- Los ermitaños del desierto

- El abuelo: el jefe de la familia, ocupa su tiempo viendo en la televisión vídeos pornográficos.
- Los hermanos mayores (Ezequiel y Abraham): Al igual que su abuelo, conocen lo que es una mujer solo por referencia. Sufren de eyaculación precoz.
- Zacarías: El hermano menor, de diez años aproximadamente; se le reconoce por emitir siempre una risa histérica. Con un marcada inclinación al sadismo, termina siempre castigado por el resto de la familia.

- Los mineros locos: Se trata de trabajadores trastornados por el gas de la mina donde trabajan; dedican su tiempo libre a emborracharse, asesinar y perpetrar todo tipo de actos violentos.
- La mujer del valle: No aparece en el film, pero se le menciona en un par de oportunidades. Fue comprada por los colonos de la zona; al parecer murió porque "no tenía mucho aguante".
- El invidente del desierto: Al parecer los ojos le fueron extraídos y sus cavidades cosidas. Ayuda a Alex disecando el cuerpo de su hermano que aún mantenía adherido por el hombro. Muere por un disparo en el pecho de los mineros locos.
- García: es el dueño de un bar llamado "La mina perdida". Su libro de reclamaciones es una escopeta de repetición de alto poder.

## Palmarés cinematográfico

### Premios
- 1993: Goya a los mejores efectos especiales.[nota 1]
- 1993: Goya al mejor dirección de producción para Esther García.
- 1993: Goya al mejor maquillaje o peluquería para Paca Almenara.
- 1994: Premio Ignotus a la mejor producción audiovisual.
- 1994: Premio Ignotus a la mejor obra poética por la canción de Def Con Dos.

### Nominaciones
- 1993: Goya. Mejor director novel para Álex de la Iglesia.
- 1993: Goya. Mejor montaje, 1993 para Pablo Blanco.
- 1993: Goya. Mejor dirección artística para José Luis Arrizabalaga.
- 1993: Gran Premio del Avoriaz al mejor director.
- 1993: Mejor película en el Festival de Cine de Bogotá.
- 1994: Festival de Cine Fantástico al mejor director.